# (500372) 2012 TE49
(500372) 2012 TE49 es un asteroide perteneciente al cinturón de asteroides, descubierto el 16 de octubre de 2007 por el equipo del Mount Lemmon Survey desde el Observatorio del Monte Lemmon, Arizona, Estados Unidos.

## Designación y nombre
Designado provisionalmente como 2012 TE49.

## Características orbitales
2012 TE49 está situado a una distancia media del Sol de 3,063 ua, pudiendo alejarse hasta 3,407 ua y acercarse hasta 2,719 ua. Su excentricidad es 0,112 y la inclinación orbital 3,848 grados. Emplea 1958,55 días en completar una órbita alrededor del Sol.
Los próximos acercamientos a la órbita de Júpiter se producirán el 28 de abril de 2033, el 10 de julio de 2082 y el 1 de marzo de 2092, entre otros.

## Características físicas
La magnitud absoluta de 2012 TE49 es 17.